# Östercentrum

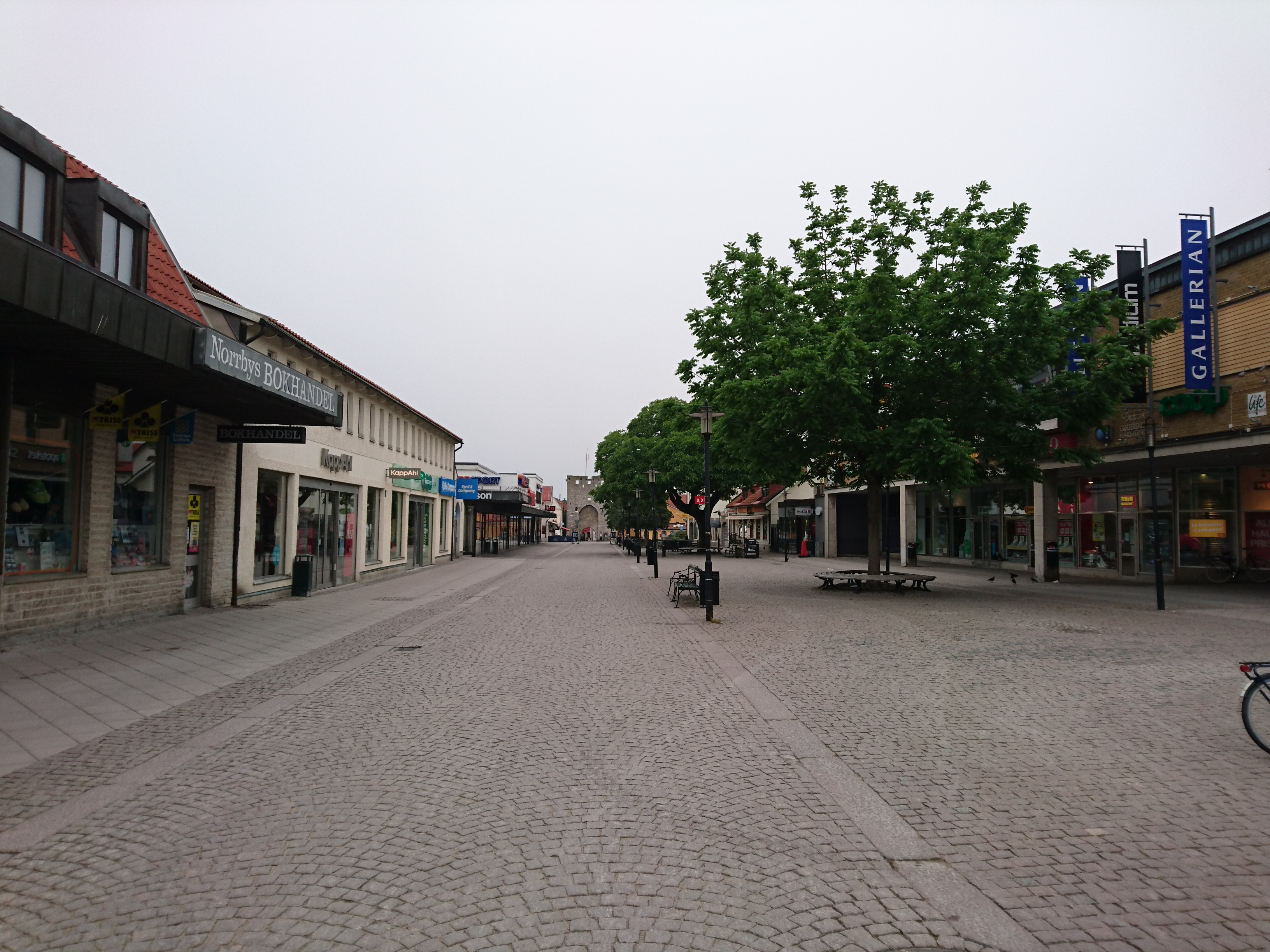
Östercentrum i Visby, vy mot Österport. Fotografi från 2017.

Östercentrum är ett kommersiellt område och kollektivtrafiknav i östra Visby, beläget strax utanför Visby ringmur vid Österport. Området fungerar som en viktig port till Visby innerstad och räknas till stadsområdet Visby Centrum.

## Historia och utveckling
Östercentrum präglas i stort av 1960‑ och 70-talens storskaliga varuhusarkitektur, då butikskedjor som Domus etablerade sig 1962–1963 och Tempo 1970.
Området hade tidigare industri‑ och fordonsverksamheter, bland annat Motorcentralen (1938–62) i nuvarande Åhlénshuset samt Siltbergs bilaffär från sent 1940‑tal. Även kvarteret Björnen från 1850-talet låg här.

## Planering och framtid
I februari 2018 beskrev stadsarkitekt Christian Hegardt utvecklingen av Östercentrum som ”en svår nöt att knäcka”, med tanke på behovet att förtäta området utan att minska antalet parkeringsplatser.
Region Gotlands miljö‑ och byggnämnd beslutade i december 2024 att ta fram ett nytt planprogram för Östercentrum–Österport-området. Syftet är att utveckla området med fokus på stadsmiljö, grönområden, parkering och bättre koppling till världsarvet Visby.
I juni 2025 bekräftade regionstyrelsen att planprogrammet från 2013 fortsatt ska gälla tills det nya är antaget.

## Service och kollektivtrafik
Östercentrum erbjuder ett brett utbud av butiker, restauranger, apotek, banker, frisörer och annan service. Här finns även en regional bussterminal med linjer till både Visbys innerstad och andra delar av Gotland.
Enligt förslag från politiker och planerare diskuteras en framtida flytt av bussterminalen till Östercentrum, samt omvandling av trafikytor till mötesplatser som en ungdomsarena eller bibliotek.